# ルイ＝ジョゼフ・ド・フランス
ルイ＝ジョゼフ・ド・フランス（フランス語全名：Louis-Joseph Xavier François de France, 1781年10月22日 - 1789年6月4日）は、フランスのドーファン（王太子）。

## 生涯
ルイ16世と王妃マリー・アントワネットの第2子として生まれた。国王夫妻の間に生まれた待望の長男であったため、長らく王位継承者筆頭であった王弟プロヴァンス伯（のちのルイ18世）ら数人の野望を砕く結果となった。パリ市はドーファン誕生を祝して、音楽時計や新生児用品一式を国王夫妻へ贈った。
ルイ＝ジョゼフ王子には数名の乳母がつけられた。しかし、病弱に生まれたルイ＝ジョゼフは、乳母の1人ジュヌヴィエーヴ・ポワトリンヌから結核をうつされてしまった。ルイ＝ジョゼフは姉のマダム・ロワイヤル、マリー＝テレーズとともに両親のそばで育てられた。幼い王子は驚くほどの賢い子供であったと同時代の人々は記している。国王夫妻は王子の教育を非常に考えていたが、ルイ＝ジョゼフの健康については楽観していた。
1784年4月より、ルイ＝ジョゼフは高熱を出した。ラ＝ミュエットで治療を受け、ただちに王子は回復した。
1785年3月、ルイ＝ジョゼフは種痘を受けた。深刻な症状は出なかったものの、彼の健康は損なわれた。
1786年4月、ルイ＝ジョゼフは再び高熱を出した。王子の発熱に随行員は動揺したが、これが結核の初期症状だった。王子の背骨が曲がるようになって結核であることが判明したのである。同年の10月から歩行が困難になり、鉄製のコルセットを装着するようになった。1788年1月から熱で体力を消耗し始め、病状が急速に進行した。脊椎カリエスで王子の寿命が長くないことがマリー･アントワネットに知らされた。
三部会会期中の1789年6月4日、わずか7歳半でルイ＝ジョゼフ王子はムードンで死去した。